# Anomiopus smaragdinus
Anomiopus smaragdinus е вид насекомо от семейство Листороги бръмбари (Scarabaeidae).

## Разпространение
Видът е разпространен в Бразилия (Акри, Амазонас, Минас Жерайс и Пара), Венецуела и Френска Гвиана.